# Essenheim
Essenheim település Németországban, Rajna-vidék-Pfalz tartományban. Lakosainak száma 3577 fő (2023. december 31.).

## Népesség
A település népességének változása:
| Lakosok száma | 1733 | 3560 | 3571 | 3565 | 3589 | 3577 |
|               | 1975 | 2017 | 2019 | 2021 | 2022 | 2023 |